# Колентина (река)
Коленти́на (рум. Colentina) — река в Румынии, левый приток Дымбовицы, впадающий в неё в коммуне Черника. Исток находится в коммуне Корнецелу на высоте 52 метра над уровнем моря. Длина — 101 километр. Площадь водосборного бассейна — 643 км².
Протекает по территории коммун Корнецелу, Концешть, Ракари, Чокенешть, Креведия (жудец Дымбовица); Бухареста; коммун Буфтя, Могошоая, Пантелимон (жудец Илфов).
В некоторых местах река превращается в озёра, например, Бэнеаса, Фундени.